# Abbondanzio (vescovo)
Abbondanzio di Trento (fl. IV secolo) fu il secondo vescovo della Chiesa di Trento, successore di Giovino e diretto predecessore del più celebre San Vigilio.

## Biografia
Essendo egli appartenuto a un periodo storico nel quale date e notizie sono alquanto rare e incerte, non sappiamo con esattezza l'inizio la fine del suo episcopato. Esiste però una data molto precisa, quella del 3 settembre 381, che costituisce in proposito un prezioso punto di riferimento e permette di ricostruire alcune informazioni essenziali. Nel corso di quest'anno, si tenne ad Aquileia il Concilio dei vescovi di Occidente, al quale anche Abbondanzio prese parte. Il Concilio tenutosi in Aquileia era presieduto dal vescovo di quella città, Valeriano, e dal vescovo di Milano Ambrogio. Quest'ultimo ricoprira un ruolo di importanza fondamentale per il piano di azione missionaria sul Trentino. L'assemblea era stata convocata per trattare un argomento allora di estrema attualità, quello dell'arianesimo.
Sessant'anni prima, nel 321, ad Alessandria, era stata condannata l'eresia di Ario, che negava la consustanzialita tra il Padre e il Figlio e riduceva la figura di Cristo ad una funzione meramente profetica. Nel 325, la condanna contro Ario veniva rinnovata nel Concilio di Nicea. Ma il pensiero ariano, che si era gia abbondantemente diffuso presso le popolazioni dell'Europa orientale e dell'est, non tardava a propagarsi anche nella zona occidentale dell'Impero. Tre anni prima della seduta di Aquileia era morto nella battaglia di Adrianopoli l'imperatore Valente, che a lungo era stato accusato di rappresentare l'esponente più illustre dell'arianesimo di quei tempi.
Ad Aquileia si discusse anche in merito alla posizione di due vescovi, Palladio e Secondiano, che abbracciarono l'eresia ariana e vennero scomunicati. Al termine della seduta, fu incaricato l'imperatore Graziano di curare l'applicabilita dei suoi disposti. Tutto il Concilio venne sapientemente orchestrato dalla regia di Ambrogio, vescovo di Milano, destinato poi a far parte del novero dei personaggi canonizzati dalla Chiesa.
Senza nulla togliere alla dignità dell'operato pastorale del vescovo Abbondanzio, che lottò contro una delle dottrine che minarono più fortemente alla base l'unita della Chiesa in tutta la sua storia e che pertanto agi per riportare l'armonia tra la popolazione in un periodo di contrasti assai accesi, fu dunque Ambrogio il protagonista assoluto sulla scena ecclesiastica, risultando decisivo anche per le sorti della Chiesa di Trento. Al suo confronto, la figura di Abbondanzio risulta essere quella di un degno comprimario.